# Туманова, Нина Петровна
Нина Петровна Туманова (2 февраля 1924, Сумы — 2 июня 1999, Москва) – советский и российский киновед, педагог. Заслуженный деятель искусств РСФСР (1984).

## Биография
Родилась 2 февраля 1924 года в Сумах Харьковской губернии в семье советского и партийного работника Петра Васильевича Туманова (1895–1971).
В 1941—1942 годах работала в командном управлении Военно-морского флота, затем на Московском заводе протезных полуфабрикатов. В 1943 году поступила на филологический факультет Московского государственного университета. В 1945 году вступила в ВКП(б). В 1948 году по окончании университета зачислена старшим лаборантом кафедры истории кино Всесоюзного государственного института кинематографии с правом слушать лекции по истории советского и зарубежного кино в рамках подготовки в аспирантуру. В 1949 году поступила в аспирантуру. 
В 1953 году защитила диссертацию на соискание ученой степени кандидата искусствоведения по теме «О народности советского киноискусства». С 1953 года преподавала во Всесоюзном государственном институте кинематографии. С 1957 года руководила мастерской на киноведческом отделении сценарно-киноведческого факультета. Подготовила и выпустила шесть курсов, около ста киноведов.
Член Союза кинематографистов СССР. Автор ряда книг и статей по вопросам истории советского кино.
Умерла 2 июня 1999 года в Москве. Похоронена на Новодевичьем кладбище (участок 7, ряд 18). 
Сестра – Зоя Петровна Туманова.
Сын – Михаил Петрович Туманов, профессор Московского института электроники и математики им. А. Н. Тихонова.